# Мифлин (окръг, Пенсилвания)
Окръг Мифлин (на английски: Mifflin County) е окръг в щата Пенсилвания, Съединени американски щати. Площта му е 1075 km², а населението - 46 388 души (2017). Административен център е град Луистаун.